# لینگ لیانگمینگ
لینگ لیانگمینگ (انگلیسی: Lin Liangming؛ زادهٔ ۴ ژوئن ۱۹۹۷) بازیکن فوتبال اهل چین است.
از باشگاه‌هایی که در آن بازی کرده‌است می‌توان به باشگاه فوتبال دالیان پروفشنال و باشگاه فوتبال رئال مادرید (جوانان) اشاره کرد.
وی همچنین در تیم‌های ملی فوتبال زیر ۱۷ سال، زیر ۲۰ سال، زیر ۲۳ سال و بزرگسالان چین بازی کرده‌است.